# Lotus 33
Lotus 33 foi um modelo de automóvel de Fórmula 1 lançado em 1964. Foi baseado no seu antecessor, o Lotus 25.
O carro venceu em o primeiro grande prêmio de 1965, o Grande Prêmio da África do Sul.  Jim Clark ainda venceria mais 4 corridas com esse carro para conquistar o título da temporada de 1965.
O carro foi guiado, entre outros, por Jim Clark, Mike Spence, Pedro Rodríguez de la Vega e Graham Hill.